# 산지기니피그
산지기니피그(Cavia tschudii)는 천축서과에 속하는 설치류의 일종이다. 남아메리카 안데스산맥에서 발견된다. 산지기니피그는 기니피그와 캐비 또는 가축화된 기니피그의 선조로 추정된다.